# Hermann Foertsch
Hermann Foertsch (Brohnow, Prusia Occidental, 4 de abril de 1895 - Múnich, 27 de diciembre de 1961) fue un militar alemán que combatió en la Primera y Segunda Guerra Mundial, alcanzando el grado de General de Infantería.

## Carrera militar
Los principales hitos en vida militar son:
- En los años 1913 y 1914, estudió en la Escuela de Candidatos a Oficiales de Postdam graduándose dentro del arma de infantería.

- Durante la Primera Guerra Mundial revistó en el Regimiento de Infantería 175 entre los años 1914 a 1916. Desde entonces al fin de la guerra, revistó en el Batallón de Asalto 7 del 2do Cuerpo.

- Entre los años 1921/25, se educó como oficial de estado mayor.

- En 1926, con el grado de capitán, fue designado oficial de prensa en Berlín.

- Al inicio de la Segunda Guerra Mundial, con el grado de coronel se desempeñó como Jefe de Estado Mayor del XXVI Cuerpo de Infantería en el frente occidental.

- En 1941 pasó a ser Jefe de Estado Mayor del XII Cuerpo de Infantería en el sudeste de Europa.

- Ascendido a brigadier general en 1941 y mayor general en 1943, se mantuvo en ese frente hasta 1944. Allí sirvió como Jefe de Estado Mayor de los Grupos de Ejército E y F.

- En noviembre de 1944 fue promovido a teniente general y transferido al frente de Kurtlandia como comandante de la División de Infantería 21 y luego comandante del Cuerpo de Infantería X.

- A inicios de 1945 asumió el comando del Primer Ejército en el Frente Occidental hasta su rendición el 6 de mayo de 1945.

- En 1947 fue juzgado y declarado inocente en el Juicio de los Rehenes.[1]

## Publicaciones
Publicó, entre otros, “Ciencia Militar” y “Presente y Futuro”.